# Église de la Présentation-de-la-Mère-de-Dieu-au-Temple de Zrenjanin
Pour les articles homonymes, voir Église de la Présentation-de-la-Mère-de-Dieu-au-Temple et Présentation de Marie au Temple.
L'église de la Présentation-de-la-Mère-de-Dieu-au-Temple de Zrenjanin (en serbe cyrillique : Црква Ваведења Пресвете Богородице у Зрењанину ; en serbe latin : Crkva Vavedenja Presvete Bogorodice u Zrenjaninu) est une église orthodoxe serbe située à Zrenjanin, dans la province autonome de Voïvodine et dans le district du Banat central en Serbie. Elle est inscrite sur la liste des monuments culturels de grande importance de la république de Serbie (identifiant no SK 1179).
L'église de la Présentation de la Mère de Dieu au Temple est également connue sous le nom d'« église de Gradnulica », du nom d'un quartier de Zrenjanin.

## Présentation

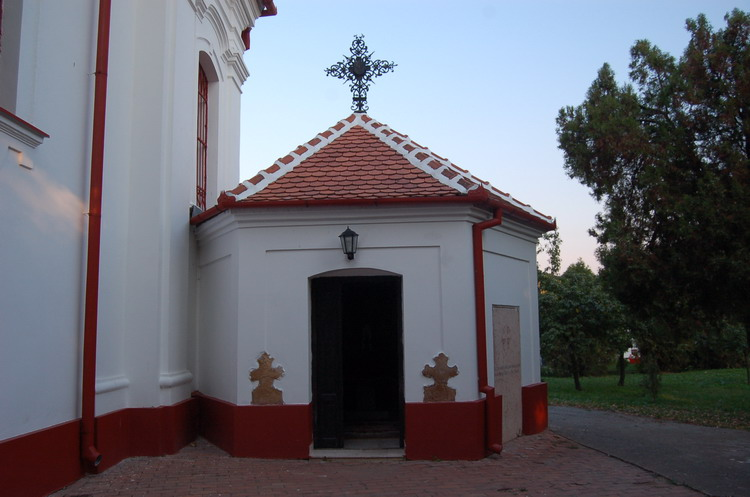
La chapelle de saint Rafailo du Banat

L'église de Granulica (en serbe : Gradnulička crkva) a été construite en 1777 à l'emplacement d'un autre lieu de culte datant de la fin du XVIe siècle ou au début du XVIIe siècle faisant partie d'un monastère fondé par le moine Rafailo (saint Rafailo), le « faiseur de miracles », venu du monastère de Hilandar ; au fil du temps la tombe du saint est devenue un lieu de pèlerinage et, au XVIIIe siècle, une chapelle a été édifiée le long de la façade méridionale de l'église ; cet édifice polygonal de taille modeste en briques est surmonté d'un toit pyramidal,.
L'église elle-même, qui mêle des éléments baroques et classiques, est constituée d'une nef unique prolongée par une grande abside demi-circulaire et dotée de chœurs peu profonds. La façade occidentale est dominée par un haut clocher à bulbe ; cette façade est ornée de quatre niches aveugles et d'une ouverture de la même forme, toutes les cinq surmontées d'arcs surbaissés ; au-dessus se trouve un niveau orné de volutes et de deux oculi. Des corniches moulurées rythment la façade horizontalement, tandis que des pilastres aux chapiteaux simplifiés rythment l'ensemble sur le plan vertical,.
À l'intérieur de l'église, l'iconostase a été peinte entre 1816 et 1819 par Arsenije Teodorović et Gregorije Ranisavljev,. Les « portes royales » et les fresques de la nef et de l'autel ont été réalisées par Stevan Aleksić en 1914,.